# Catalpa purpurea
Catalpa purpurea là một loài thực vật có hoa trong họ Chùm ớt. Loài này được Griseb. mô tả khoa học đầu tiên năm 1866.